# Paratrichius castanus
Paratrichius castanus är en skalbaggsart som beskrevs av Ma 1992. Paratrichius castanus ingår i släktet Paratrichius och familjen Cetoniidae. Inga underarter finns listade i Catalogue of Life.